# Limnebius alluaudi
Limnebius alluaudi är en skalbaggsart som beskrevs av Armand D'Orchymont 1948. Limnebius alluaudi ingår i släktet Limnebius och familjen vattenbrynsbaggar. Inga underarter finns listade i Catalogue of Life.